# Parker Stevenson

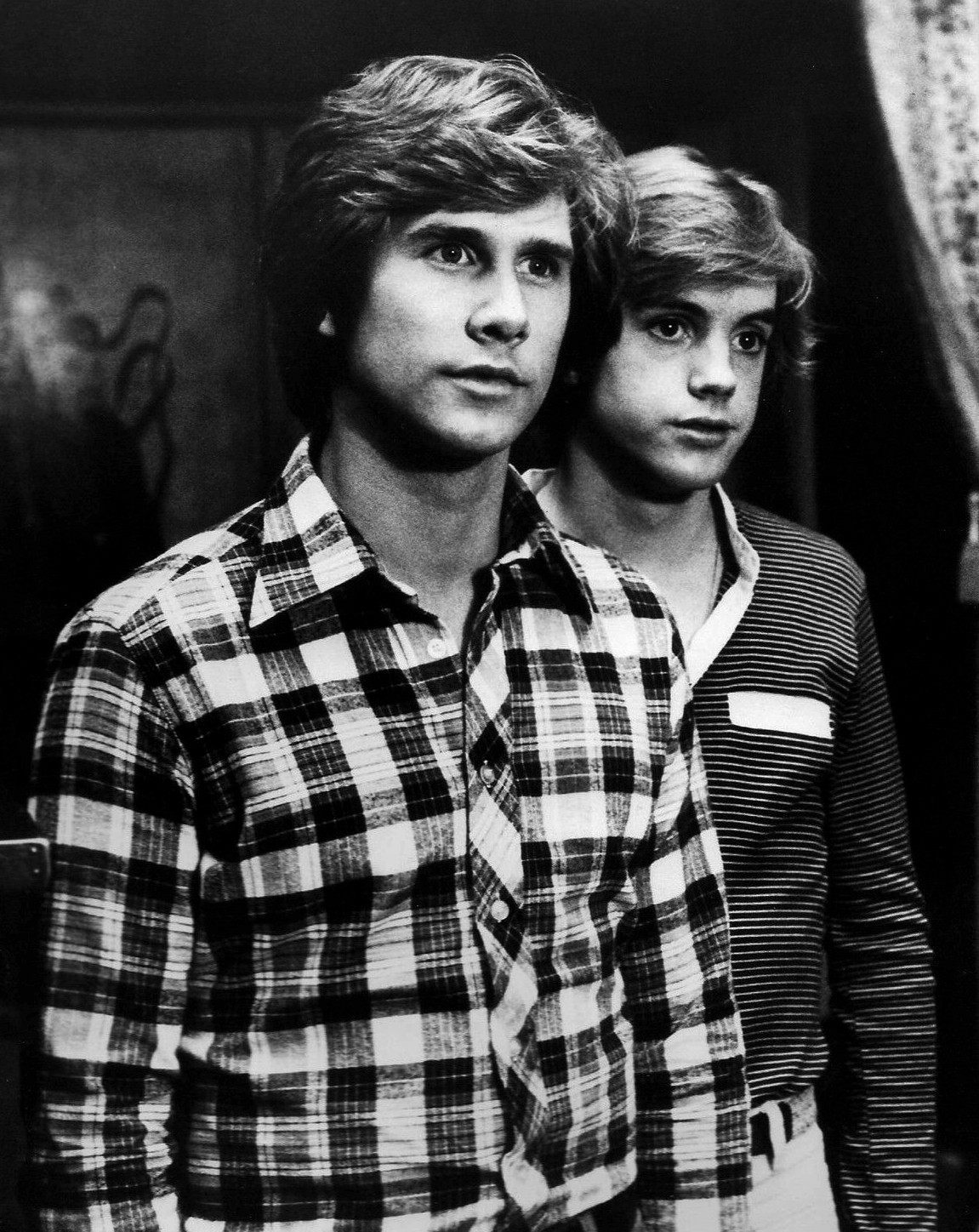
Parker Stevenson (links) und Shaun Cassidy (rechts)

Parker Stevenson (* 4. Juni 1952 in Philadelphia, Pennsylvania; bürgerlich Richard Stevenson Parker) ist ein US-amerikanischer Schauspieler.

## Leben
Sein Vater war Bankier von Beruf, seine Mutter Sarah Meade war Schauspielerin. Er hat zwei Geschwister, Bruder Hutch und Schwester Sarah. Er ging an der Ostküste in Massachusetts zur Schule, wechselte dann an ein College in New Jersey und studierte später Architektur an der Princeton University. Dort war er im Ruderteam, das sich „The Sprints“ nannte.
Schon als 14-Jähriger machte er Werbeaufnahmen (meistens für Zahnpasta) in New York und bekam in den Ferien bald kleinere Rollen. Stevenson hat nie eine Schauspielschule besucht. Ursprünglich wollte er als Schauspieler den Namen Richard Parker benutzen, doch der war bereits von einer anderen Person registriert.
1977 wurde er mit der Fernsehserie The Hardy Boys/Nancy Drew Mysteries bekannt, in der er an der Seite von Shaun Cassidy dessen älteren Bruder Frank Hardy verkörperte. Von 1984 bis 1985 spielte Stevenson in der Fernsehserie Falcon Crest die Rolle des Joel McCarthy. In Deutschland erlangte er größere Bekanntheit durch die Fernsehserien Fackeln im Sturm und Baywatch – Die Rettungsschwimmer von Malibu. In Fackeln im Sturm spielte er die Rolle des Nordstaaten-Offiziers Billy Hazard, bei Baywatch war er als Anwalt und Rettungsschwimmer Craig Pomeroy in der ersten Staffel Teil der Hauptbesetzung und spielte die Rolle in späteren Staffeln noch als Gastrolle. Ab den 2000er-Jahren stand er seltener vor der Kamera, seine größte Rolle im neuen Jahrtausend spielte er zwischen 2017 und 2020 in der Netflix-Serie Greenhouse Academy. In dieser verkörperte er Louis Osmond, den Gründer und Leiter der titelgebenden Fakultät.
Stevenson war von 1983 bis 1997 mit der Schauspielerin Kirstie Alley verheiratet und hat zwei Kinder mit ihr adoptiert. Neben der Schauspielerei arbeitet er auch gelegentlich als Fotograf.

## Filmografie (Auswahl)
- 1974: Winter unserer Liebe (Our Time)
- 1976: Die Straßen von San Francisco (The Streets of San Francisco, Fernsehserie, Folge 5x04 „Eine Falle für Stone“)
- 1976: Lifeguard
- 1977–1979: The Hardy Boys/Nancy Drew Mysteries (Fernsehserie, 36 Folgen)
- 1981: Devil’s House – Wenn Mauern töten (This House Possessed, Fernsehfilm)
- 1983: Der rasende Gockel (Stroker Ace)
- 1983: The Love Boat (Fernsehserie, Götter und Helden Teil 1 6x18, Teil 2 6x19 und  So schnell geht die Welt nicht unter, 7X11)
- 1984–1985: Falcon Crest (Fernsehserie, 11 Folgen)
- 1985: Mord ist ihr Hobby (Murder, She Wrote, Fernsehserie, Folge 2x13 „Anonym“)
- 1986: Fackeln im Sturm (North and South, Miniserie, 5 Folgen)
- 1987: Die Stunde des Todes (That Secret Sunday, Fernsehfilm)
- 1988: Probe (Fernsehserie, 7 Folgen)
- 1989: In geheimer Mission (Mission Impossible, Fernsehserie, Folge 1x09 „Mörder in der Falle“)
- 1989–1999: Baywatch – Die Rettungsschwimmer von Malibu (Baywatch, Fernsehserie, 28 Folgen)
- 1994: Melrose Place (Fernsehserie, 6 Folgen)
- 1995: Not of This Earth
- 1998: Legion – Experiment des Todes (Legion, Fernsehfilm)
- 1999: Gefahr aus der Tiefe – Die Vorboten der Hölle (Avalon: Beyond the Abyss, Fernsehfilm)
- 2001: Trapped – Gefangen in der Feuerhölle (Trapped, Fernsehfilm)
- 2003: Terror Peak – Der Vulkan (Terror Peak, Fernsehfilm)
- 2014: Longmire (Fernsehserie, Folge Reports of My Death)
- 2017: Mein Weihnachtsprinz (My Christmas Prince, Fernsehfilm)
- 2018: Mistrust
- 2017–2020: Greenhouse Academy (Fernsehserie, 39 Folgen)
- 2021: Last Call in the Dog House